# Осман Акчокракли
Осма́н Нурі-Аса́н-оглу Акчокракли (крим. Osman Nuri-Asan oğlu Aqçoqraqlı, *3 січня 1878 — 17 квітня 1938) — діяч кримськотатарського культурного відродження. Поет, письменник, журналіст, історик-археолог, сходознавець, лінгвіст-поліґлот, етнограф, літературознавець, педагог.

## Біографія
Народився 3 січня 1878 року в Бахчисараї, у родині каліграфа, котрий славився прекрасним арабським письмом і передав своє вміння синові. Рік (1895) провчився в Османській імперії, потім із метою самоосвіти відвідав Каїр (1908). В анкетах скромно вказував власну освіту як «незакінчену середню». Це, однак, не заважало вищим навчальним закладам запрошувати його як викладача.

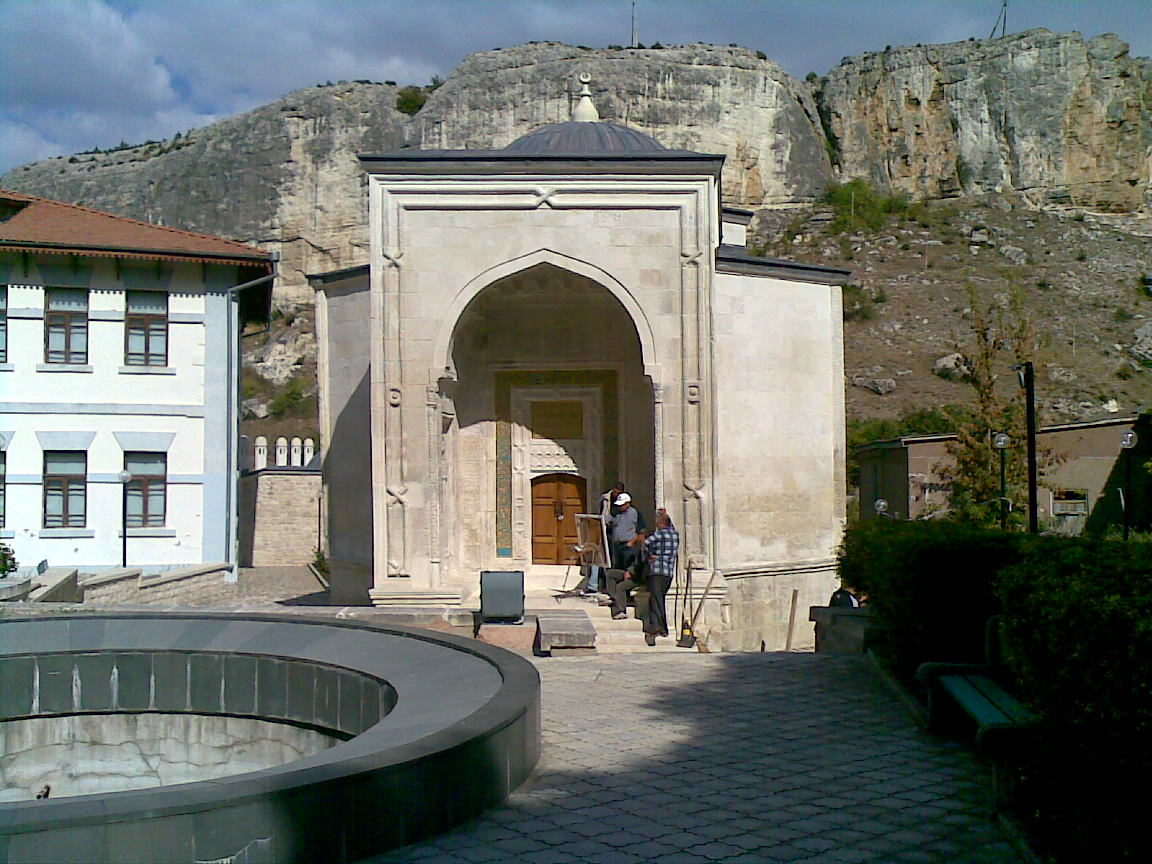
Зинджирли-медресе

Як вчений, сформувався під впливом кримськотатарського просвітителя Ісмаїла Гаспринського. Працював у редакції першої кримськотатарськомовної газети «Терджиман» (у 1906 і 1910–1916 роках), поєднуючи журналістику з викладанням у славнозвісному Зинджирли-медресе. Пізніше, навесні 1921 року, за його ініціативою та при безпосередній участі в будинку, де друкувався «Терджиман», відкрито дім-музей Гаспринського.
У 1917 році обирався делегатом «Курултаю».
Викладав османську мову і східну каліграфію (пізніше — кримськотатарський фольклор і етнографію) у Кримському університеті (після 1925 року — Кримський педагогічний інститут). Читав лекції у Київському і Харківському університетах. Володів українською мовою. Був знайомий з Павлом Тичиною.
У 1925 році виявив разом із Усеїном Боданінським у старожила села Капсіхор рукопис дастану (поеми) Джан-Мухаммеда-ефенді «Тугай-бей» (1648) — перлини кримськотатарської поезії XVII ст.
Заарештований НКВД у Баку за «участь у націоналістичній контрреволюційній організації». Розстріляний у Сімферополі 17 квітня 1938 року.

### Літературні твори
1. «Чора-батир» (лібретто опери про оборону Казані від Івана Грозного — в співавторстві з Асаном Рефатовим, 1923),
2. «Бахчисарайський фонтан» (музична драма, 1926).

### Деякі наукові праці
1. Qart muallim ve yazıcılarımızdan İsmail Gasprinskiy // Oquv İşleri, No. 2 (червень 1925) (крим.)
2. Татарские тамги в Крыму. // Известия Крымского ПДИ, 1927 г., т. 1, с. 32—47. (рос.)
3. Старокрымские и отузские надписи 13 — 15 вв. // Известия Таврического общества истории, археологии и этнографии, 1927 г., т. 1, с. 5—17. (рос.)
4. Старокрымские надписи по раскопкам 1928 г. // Известия Таврического общества истории, археологии и этнографии, 1929 г., т. 3, с. 152—159. (рос.)
5. Эпиграфические находки [на Чуфут-Кале] // Известия Таврического общества истории, археологии и этнографии, 1929 г., т. 3, с. 183—187. (рос.)
6. Татарська поема Джян-Мухамедова про похід Іслям-Гірея_2 спільно з Б. Хмельницьким на Польщу 1648—1649 рр. за рукописом з матеріалів етнографічної експедиції КримНКО по Криму влітку 1925 р. // Східний світ, 1930 р., № 3, с. 163—170.
7. Татарские документы XV—XIX вв., хранящиеся в Центрархиве Крымской АССР // Бюлетень ЦАУ Крымской АССР. — 1931. — № 3(6). (рос.)
8. Крымско-татарские и турецкие исторические документы XVI—XIX вв., вновь поступившие в Крымский Центрархив // Бюлетень ЦАУ Крымской АССР. — 1932. — № 2(8). (рос.)

### Збірки
І народився день : збірка / Ісмаїл Гаспринський, Номан Челебіджіхан, Осман Акчокракли, Асан Сабрі Айвазов, Дженгіз Дагджи, Юсуф Болат, Шаміль Алядін, Уріє Едемова, Шевкет Рамазанов, Ервін Умеров, Таїр Халілов; пер. Майє Абдулганієва, Надія Гончаренко, Диляра Абібулаєва, Віктор Гуменюк, Данило Кононенко, Петро Коробчук, Шахсніє Дегерменджи, Таміла Сеітяг'яєва, Володимир Даниленко, Лідія Любимова. - Київ : Майстер книг, 2018. - 360 с. - (Кримськотатарська проза українською). - ISBN 9786177652013.